# Circonscription de Chole
La circonscription de Chole est une des 177 circonscriptions législatives de l'État fédéré Oromia, elle se situe dans la Zone Arsi. Son représentant actuel est Berhanu Abebe Gedefu.